# Buchlomimus nervatus
Buchlomimus es un género monotípico de plantas herbáceas perteneciente a la familia de las poáceas. Su única especie: Buchlomimus nervatus (Swallen) Reeder, C.Reeder & Rzed., es originaria de México.

## Citología
El número cromosómico básico del género es x = 10 (n = 20), con números cromosómicos somáticos de 2n = 40.

## Taxonomía

### Etimología
El nombre del género deriva del griego mimus (imitar) por semejanza con Buchloe (otro género de la familia). 